# Červený most (Bratislava)
Červený most (maďarsky Vöröshíd; slovensky Červený most) je železniční most v Bratislavě, který je v Mlýnské dolině a vede přes údolí potoka Vydrice. Je pojmenován podle zřetelného červeného nátěru. Byl vybudován v roce 1848 jako součást železniční tratě Gänserndorf–Marchegg–Bratislava a původně byl jednokolejný.

## Popis
Ke zdvojkolejnění 215 m dlouhého a 17 m vysokého, původně cihlového mostu došlo v roce 1881. Podpíralo ho devět mostních oblouků a svou funkci v původní podobě plnil až do 4. dubna 1945, kdy ho ustupující německá vojska zničila. Zachoval se fragment pilíře, který je od 29. dubna 1986 technickou památkou. V rekordně krátkém čase sedmi dní byl vojáky Rudé armády a místními obyvateli nahrazen provizorním přemostěním. 30. dubna 1948 byl postaven současný ocelový most. Ten reflektuje původní pojmenování a je natřený na červeno.
U Červeného mostu se nachází železniční zastávka Bratislava-Železná studienka, která je součástí železniční trati Bratislava–Marchegg. Po této trati 20. srpna 1848 přijel do Bratislavy první vlak z Vídně, tažený parní lokomotivou. Trať umožnila napojení Bratislavy na rozvíjející se železniční systém v Evropě.

## Galerie

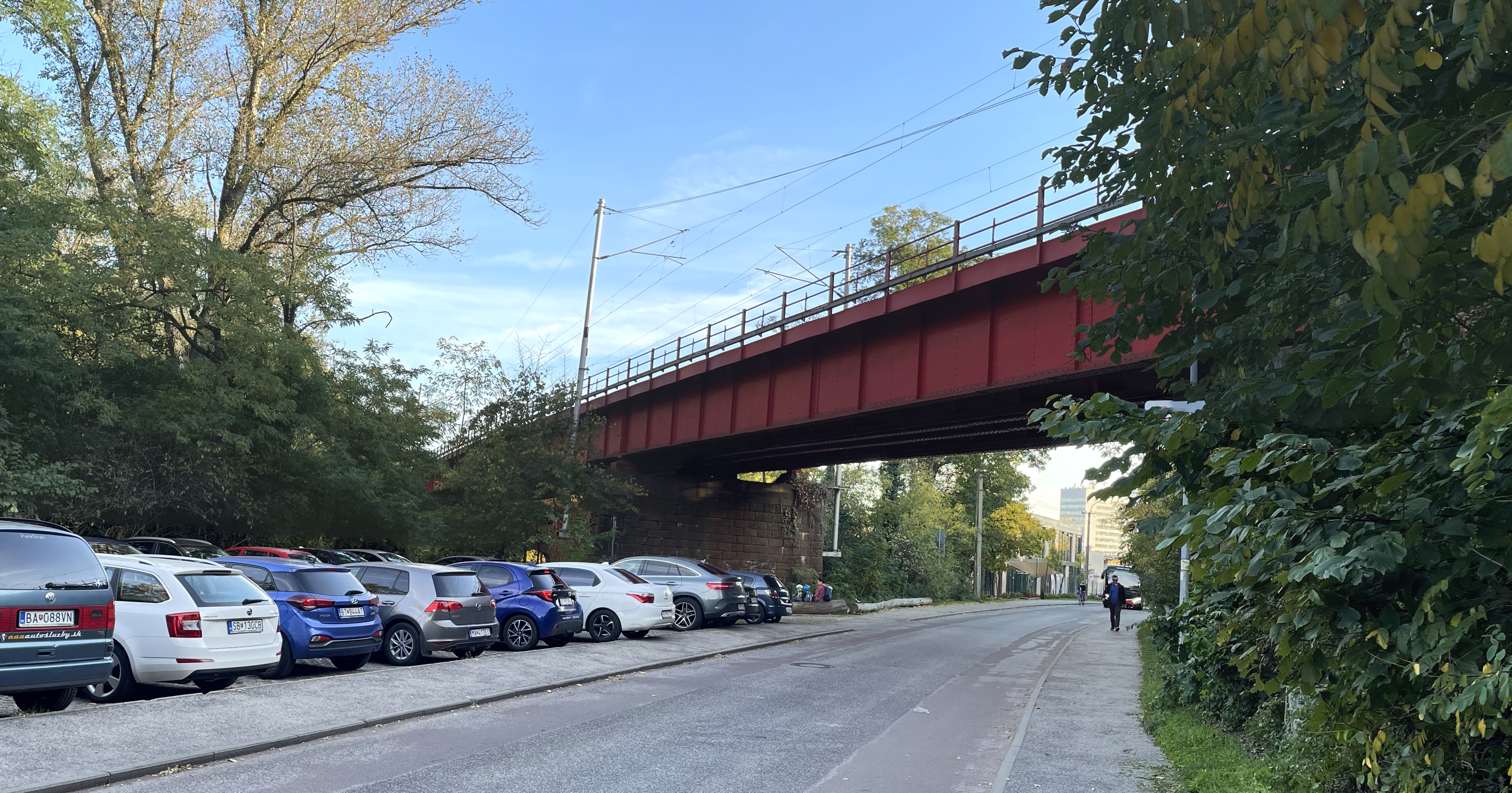
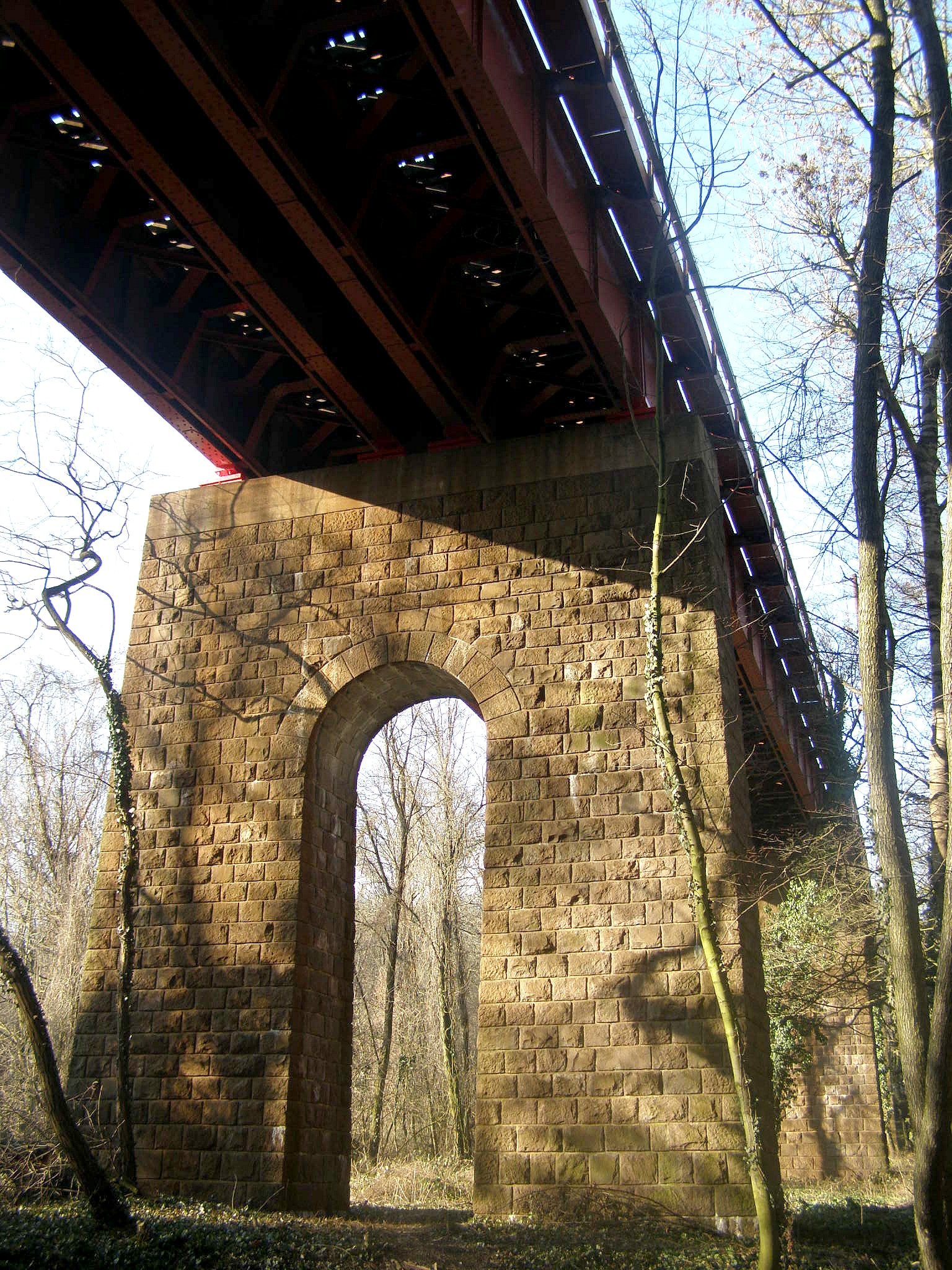
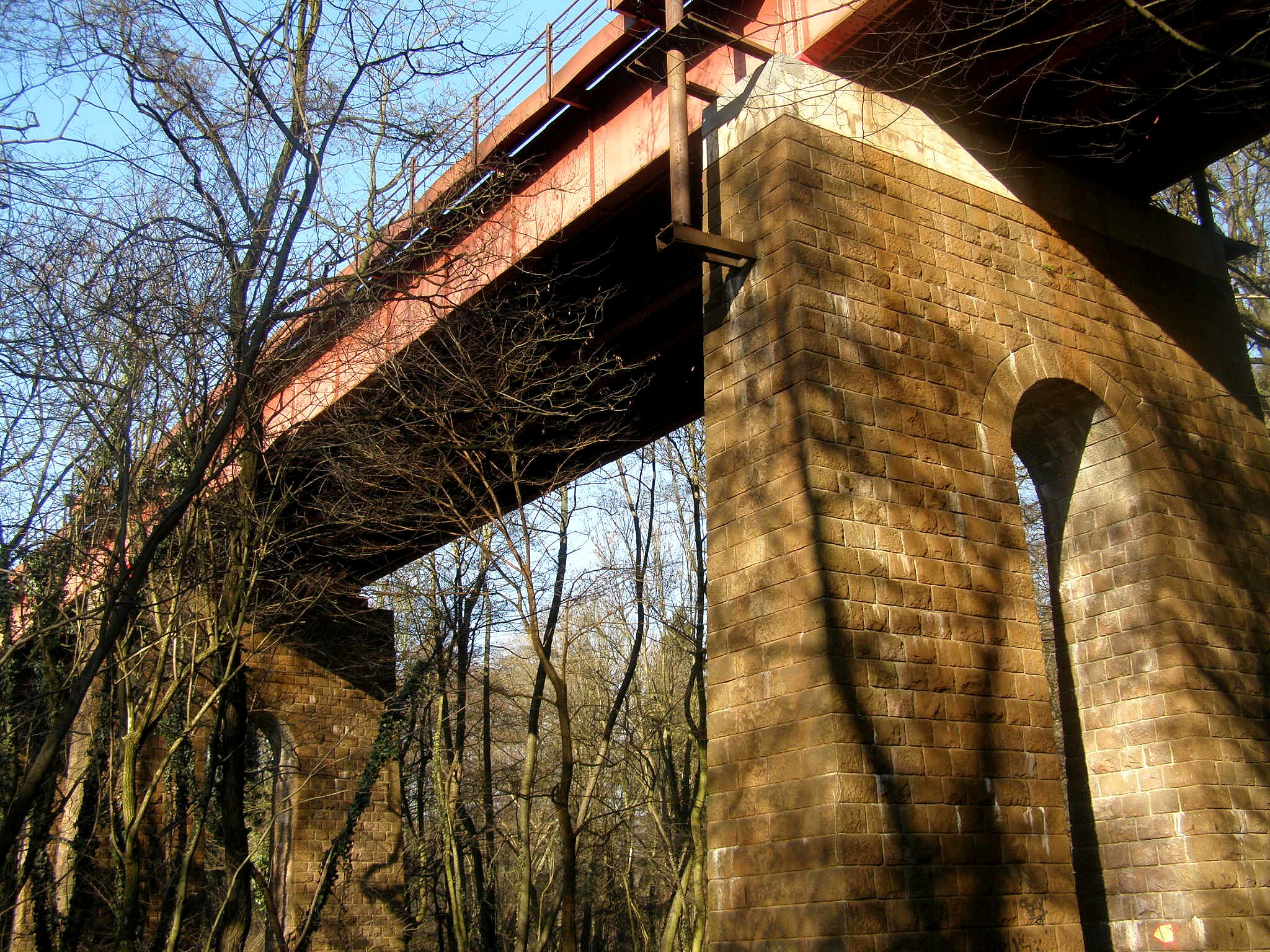